# Henry Litolff
Henry Charles Litolff (Londra, 7 agosto 1818 – Bois-Colombes, 5 agosto 1891) è stato un pianista, compositore e editore musicale tedesco.

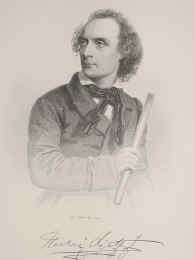
Henry Charles Litolff

Autore prolifico, è oggi conosciuto perlopiù per lo scherzo, tratto dal Concerto Sinfonico n. 4 per pianoforte e orchestra in re minore, op. 102. Viene inoltre ricordato come fondatore di Collection Litolff, nota casa editrice musicale dedita alla stampa di spartiti di musica classica, facente oggi parte di Edizioni Peters.

## Biografia
Litolff nacque a Londra nel 1818 da madre scozzese, Sophie (nata Hayes); il padre invece, Martin Louis Litolff, proveniva dalla provincia francese dell'Alsazia. Egli, violinista, era stato fatto prigioniero di guerra durante la Guerra di indipendenza spagnola, mentre prestava servizio nella banda militare di Napoleone.
Martin Louis insegnò al figlio Henry le prime nozioni musicali. Questi, nel 1830, allora dodicenne, ebbe l'occasione di suonare il pianoforte davanti al pianista Ignaz Moscheles, che rimase impressionato al punto che iniziò, in quello stesso anno, a dargli gratuitamente delle lezioni. Litolff iniziò a fare concerti quando aveva quattordici anni, mentre le lezioni con Moscheles proseguirono fino al 1835, all'età di diciassette anni, quando egli decise di sposare la sedicenne Elisabeth Etherington. La coppia si trasferì prima a Melun, poi a Parigi.
Si separò da Elisabeth nel 1839 e si trasferì a Bruxelles. Intorno al 1841, Litolff si spostò a Varsavia: qui si pensa che abbia diretto l'orchestra del Teatr Narodowy (Teatro Nazionale). Nel 1844 andò in Germania, dove fece diversi concerti ed ebbe la possibilità di insegnare al futuro pianista e direttore d'orchestra Hans von Bülow.
L'anno successivo, Litolff ritornò in Inghilterra, con l'idea di divorziare definitivamente dalla moglie Elisabeth; ma il piano fallì ed egli venne non solo multato pesantemente, ma anche imprigionato. Egli pensò tuttavia di evadere e di scappare nei Paesi Bassi. Si dice che la fuga sia avvenuta con la complicità della figlia del carceriere.

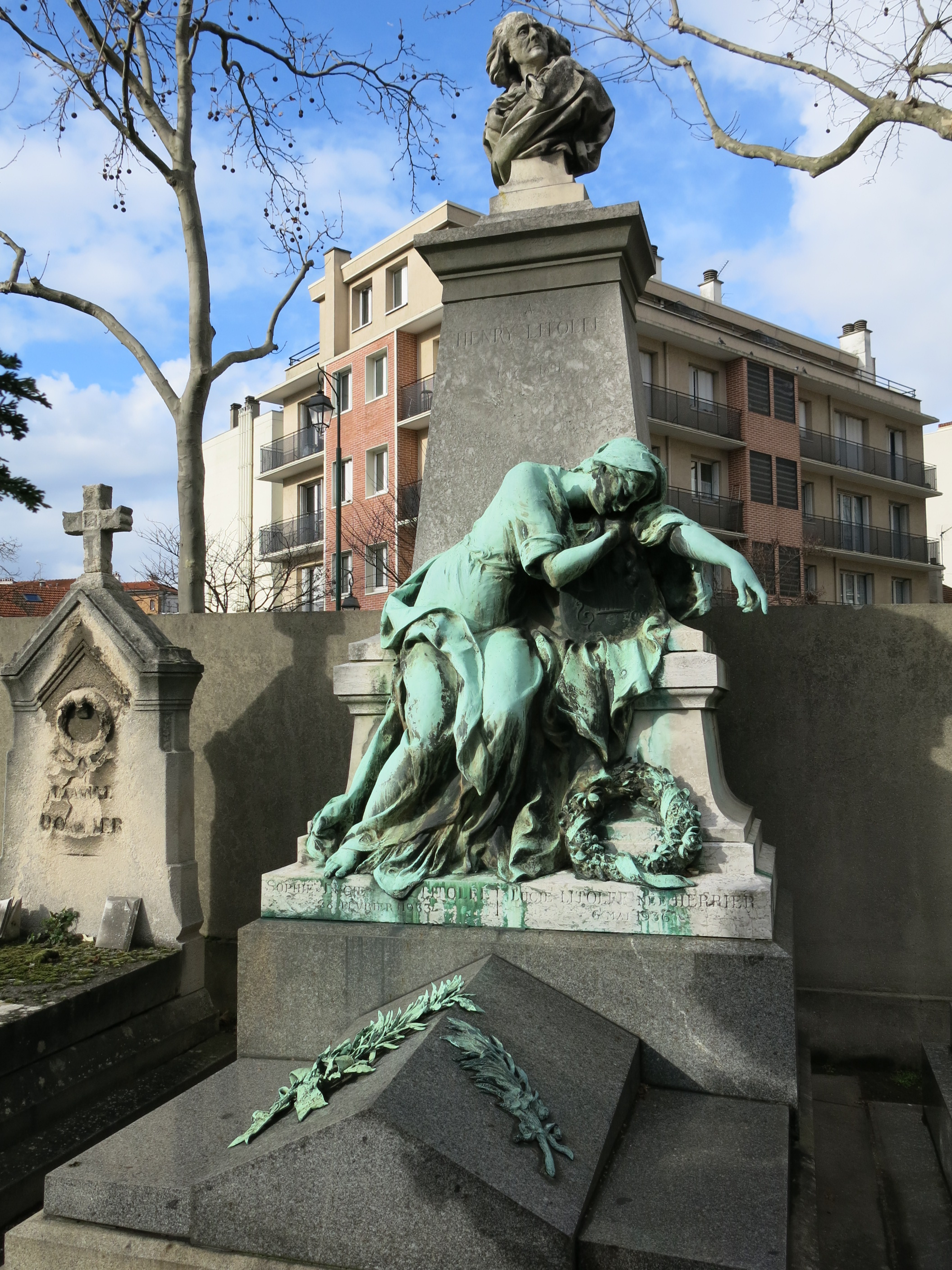
Monumento funebre di Henry Litolff nel cimitero di Bois-Colombes.

Litolff divenne poi amico dell'editore musicale Gottfried Meyer di Braunschweig. Alla morte di Meyer Litolff ne sposo la vedova, Julie, nel 1851 (ottenendo in questo modo il divorzio da Elisabeth in quanto nuovo cittadino di Braunschweig) e ne adotta il figlio Theodor. Dopo il matrimonio, la casa editrice G. M. Meyer, che Julie aveva continuato a gestire con successo, prese il nome di Litolff, continuando a crescere sempre di più. Nel 1853, Henry permette al suo rappresentante, Carl Enoch, di fondare una propria casa editrice a Parigi, le edizioni musicali Enoch. Questa casa editrice esiste tuttora. Il matrimonio tra Litolff e Julie durò fino al 1858, quando egli divorziò, trasferendosi nuovamente a Parigi. Da questo momento in poi la casa editrice venne diretta da suo figlio adottivo, Theodor Litolff (1839-1912). A Parigi Henry si sposò nuovamente, questa volta con Louise de La Rochefoucauld. Dopo la sua morte, avvenuta dieci anni dopo, egli si sposò per la quarta volta, il 25 settembre 1873, a Nogent-sur-Marne, con Lucie-Mathilde Herrier, donna che lo aveva precedentemente curato durante una malattia. Litolff morì a Bois-Colombes, località vicina a Parigi, nel 1891, due giorni prima del suo settantatreesimo compleanno. Nel 1871 aveva preso parte alla Comune di Parigi, divenendo membro attivo della Federazione Artistica.
Massone, fu membro delle logge "Les Amis du Progrès" e "Les Amis Philanthropes"  di Bruxelles, del Grande Oriente del Belgio.

## Opere
Le sue opere più note sono i cinque concerti sinfonici, ossia sinfonie con il pianoforte obbligato. Il primo, in re minore, è andato perduto; gli altri (poco eseguiti nei concerti, ma disponibili in registrazioni moderne) sono:
- Concerto Sinfonico n. 2 in si minore, Op. 22 (1844)
- Concerto Sinfonico n. 3 in mi bemolle maggiore, Op. 45 (c. 1846)
- Concerto Sinfonico n. 4 in re minore, Op. 102 (c. 1852)
- Concerto Sinfonico n. 5 in do minore, Op. 123 (c. 1867)

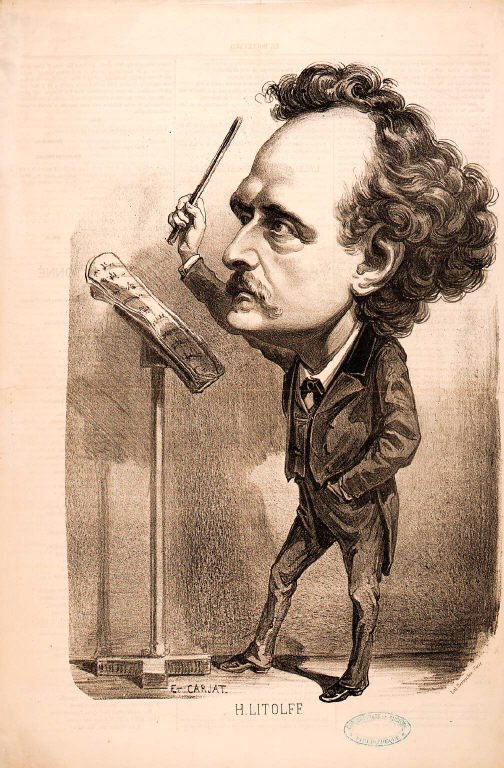
Caricatura di Henry Litolff creata da Er. Carjat.

L'unica composizione di Litolff ancora eseguita regolarmente è lo scherzo, scritto in uno stile che ricorda Mendelssohn, tratto dal quarto concerto sinfonico. La sua musica era apprezzata anche da Franz LIszt, che dedica a Litolff il suo concerto per pianoforte e orchestra n. 1.
Da ricordare inoltre che il suo Dramma sinfonico n. 1 Maximilien Robespierre, Op. 55, fu una delle opere dirette da Yuri Fayer nel giorno della Vigilia di Natale dell'anno 1925 presso il Teatro Bol'šoj di Mosca per accompagnare la prima rappresentazione cinematografica del film La corazzata Potëmkin, diretto da Sergej Michajlovič Ėjzenštejn.